# 二克浅镇
二克浅镇是中国黑龙江省齐齐哈尔市讷河市下辖的一个镇。

## 行政区划
桥头溪乡下辖以下地区：
二克浅村、福兴村、鲜星村、西庄村、文化村、红星村、富乡村、远大村、庆祥村、朝阳村、五星村、城北村、庆丰村、荣光村、靠山村、前卫村、合发村、万兴村和长兴村。